# Ablabesmyia bianulata
Ablabesmyia bianulata är en tvåvingeart som beskrevs av Analia C.Paggi 1988. Ablabesmyia bianulata ingår i släktet Ablabesmyia och familjen fjädermyggor. Inga underarter finns listade i Catalogue of Life.